# Пудиков, Александр Константинович
Алекса́ндр Константи́нович Пу́диков (1899—1965) — советский инженер-металлург, хозяйственный, государственный и политический деятель. Лауреат Сталинской премии (1949). Член КПСС с 1941 года.

## Биография
Родился в 1899 году в Сумах. В 1917 году переехал в Петроград, где намеревался получить высшее образование. Начал трудовую деятельность на одном из промышленных предприятий города.
В 1918—1921 годах находился на службе в Красной Армии. Принимал участие в Гражданской войне, воевал на Южном фронте против Врангеля.
После окончания в 1924 году Харьковского технологического института до конца жизни работал в чёрной металлургии. Занимал должности начальника смены, затем начальника прокатного цеха на Донецком металлургическом заводе и на заводе «Запорожсталь». Затем работал главным инженером на заводе «Запорожсталь», главным инженером и директором Новосибирского металлургического завода. С 1958 года на ответственной работе в аппарате Совета министров СССР.
За коренное усовершенствование метода холодной прокатки конструкционной листовой стали был в составе коллектива удостоен Сталинской премии третьей степени 1949 года. Награждён тремя орденами Ленина, орденом Трудового Красного Знамени, орденом «Знак Почёта».
Умер в Москве в апреле 1965 года. Похоронен на Новодевичьем кладбище (6 уч. 17 ряд).